# Rhesala nigromaculata
Rhesala nigromaculata là một loài bướm đêm trong họ Noctuidae.